# Personliga mål
Personligt mål är ett tillstånd som en person anstränger sig för att uppnå.
Orsaken till ett personligt mål är: förväntningar om att tillståndet, inklusive ansträngningarna att nå dit -- jämfört med att inte anstränga sig och nå dit -- medför en subjektivt sett upplevd nettovinst.